# Agama mwanzae
Agama mwanzae е вид влечуго от семейство Agamidae. Видът е незастрашен от изчезване.

## Разпространение
Разпространен е в Бурунди, Кения, Руанда и Танзания.

## Описание
Популацията на вида е стабилна.